# Liste der Monuments historiques in Émagny
Die Liste der Monuments historiques in Émagny führt die Monuments historiques in der französischen Gemeinde Émagny auf.

## Liste der Immobilien
| Bezeichnung        | Beschreibung                                                            | Standort                 | Kennzeichnung | Schutzstatus | Datum | Bild           |
| ------------------ | ----------------------------------------------------------------------- | ------------------------ | ------------- | ------------ | ----- | -------------- |
| Château de Moncley | Landschaftspark, im 19. Jahrhundert angelegt; zum Schloss siehe Moncley | östlich des Ortes (Lage) | PA25000051    | Inscrit      | 2005  | weitere Bilder |